# Фрідріх-Вільгельм Кеттлер
Фрі́дріх-Вільге́льм фон Ке́ттлер (нім. Friedrich Wilhelm von Kettler; 19 липня 1692 — 21 січня 1711) — герцог Курляндії і Семигалії (1698—1711). Представник німецької династії Кеттлерів. Син Фрідріха-Казимира Кеттлера та бранденбурзької принцеси Єлизавети-Софії Гогенцоллерн. Імперський князь. Успадкував герцогський трон у 5-річному віці. Перебував під опікою регентів: матері Єлизавети-Софії і дядька Фердинанда. Разом із матір'ю і сестрами покинув Курляндію, жив і виховувався у Пруссії під патронатом прусського короля Фрідріха І (1701—1709). Випускник Ерлангенської лицарської академії. За домовленостями прусського короля із московським царем Петром І  повернувся до Курляндії-Семигалії (1710). Намагався відродити герцогство, розорене Великою Північною війною і чумою. Підтримував союз із Пруссією і Московією. Заснував єдину курляндську нагороду — Орден Визнання. Домовлявся із Меншиковим про вивід московських військ з території герцогства. Одружився у Петербурзі із царівною Анною, небогою Петра І, але раптово помер у російському Кіппінгсофі по дорозі на батьківщину. Похований у Мітавському палаці. Його наступником де-юре був дядько Фердинанд, але фактично герцогством правила дружина Анна, майбутня російська імператриця (з 1730).

## Імена
- Фрі́дріх-Вільге́льм Ке́ттлер (нім. Friedrich Wilhelm Kettler, латис. Frīdrihs Vilhelms Ketlers, пол. Fryderyk Wilhelm Kettler; лат. Fridericus Willelmus) — з родовим прізвищем.
- Фрі́дріх-Вільге́льм фон Ке́ттлер (нім. Friedrich Wilhelm von Kettler) — з родовим прізвищем.
- Фрі́дріх III Вільге́льм (нім. Friedrich III. Wilhelm) — за номером правителя; третій із таким іменем після свого батька Фрідріха ІІ.
- Фрі́дріх III Курля́ндський (нім. Friedrich III. von Kurland) — за номером правителя і короткою назвою країни.
- Фрі́дріх III Курля́ндський і Семига́льський (нім. Friedrich III. von Kurland und Semgallen) — за номером правителя і повною назвою країни.

## Біографія

### Спадкоємець

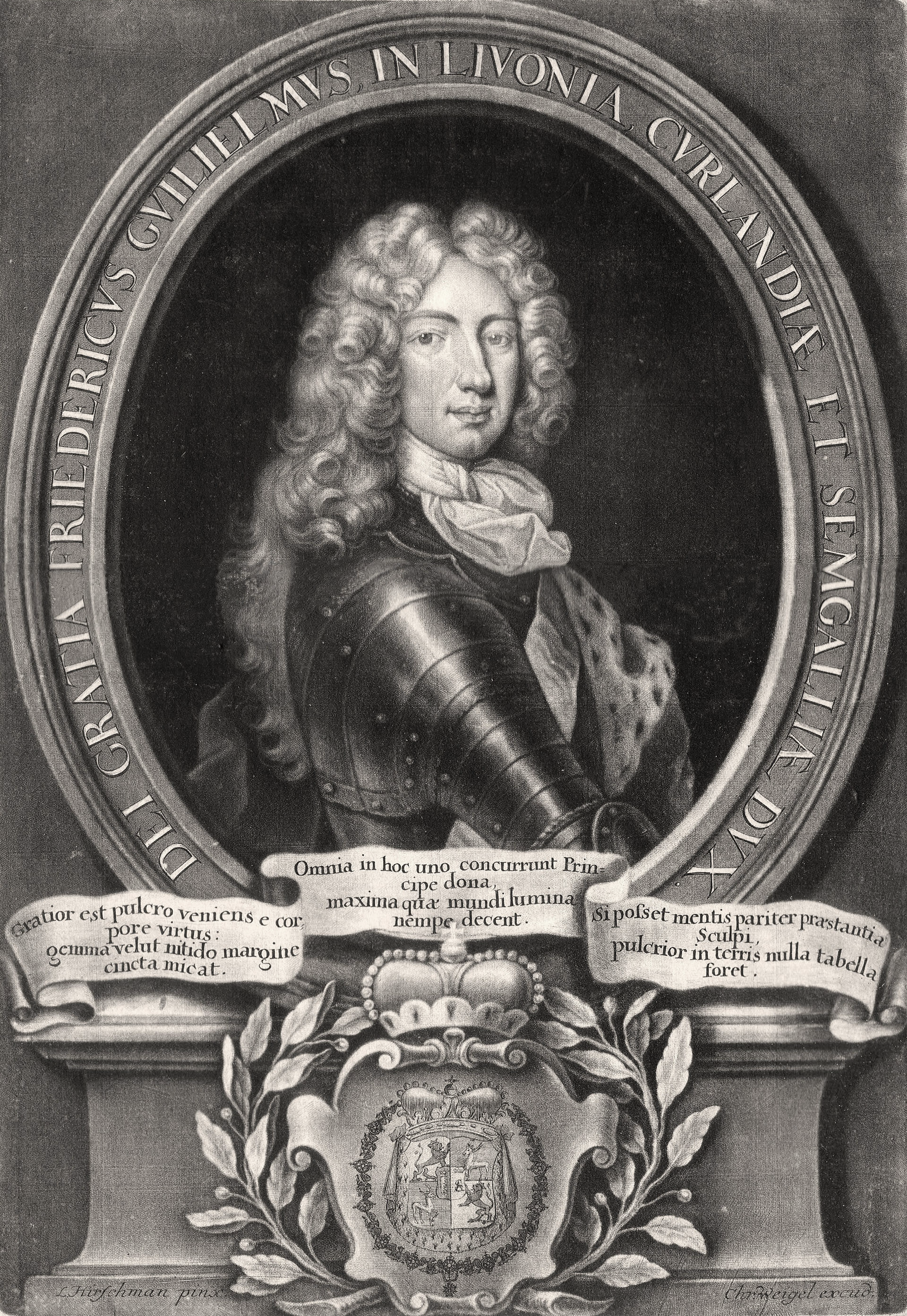
Фрідріх-Вільгельм Курляндський (А. Вейгель, початок XVIII ст.)

Фрідріх-Вільгельм народився 19 липня 1692 року в Мітаві, у родині курлянсько-семигальського герцога Фрідріха-Казимира Кеттлера й бранденбурзької принцеси Єлизавети-Софії, доньки бранденбурзького курфюрста Фрідріха-Вільгельма. Хлопчика назвали на честь діда.
22 січня 1698 року, коли Фрідріху-Вільгельму було 5 років, помер його батько Фрідріх-Казимир. За законами Курляндії країною мусили керувати верховні радники, допоки новий герцог не досягне повноліття. Проте 18 лютого його дядько Фердинанд Кеттлер, молодший брат покійного Фрідріха-Казимира, зміг отримати від польського короля Августа II посаду опікуна і регента, і таким чином де-факто очолив герцогство. Курляндське лицарство було роздратоване таким порушенням закону.
Одночасно, 9 липня 1698 року, завдяки тиску Брандебургу на польського короля, матір принца Єлизавета-Софія також була визнана співопікункою і регенткою Фрідріха-Вільгельма.

### Життя в Пруссії
Коли Велика Північна війна торкнулася Курляндії-Семигалії і Карл XII розбив саксонсько-курляндське військо в битві на Дюні біля Риги 1701 року, регент Фердинанд покинув Курляндію й поселився у Данцигу. Того ж року Єлизавета-Софія разом із сином і пасербицями так само назавжди покинула герцогство. Вона поїхала до Пруссії, до Кенігсбергу, де 18 січня взяла участь у святкуваннях з нагоди коронації її брата Фрідріха I, а звідти вирушила до Берліна. Внаслідок цього Курляндія лишалася без голови — країна переходила то в руки москвинів, то шведів.
1702 року уряд Курляндії-Семигалії офіційно позбавив Єлизавету-Софію регентства і права опіки над Фрідріхом-Вільгельмом. Наступного року вона вийшла заміж вдруге за Християна-Ернеста Брандебург-Байортського й оселилася із дітьми в Байройті.
Незабаром Фрідріх-Вільгельм мусив залишити матір: він переїхав до Берліну, а потім — до Ерлангена, де вчився у місцевій лицарській академії. Юнак досконало опанував латину та французьку мову. Він перекладав псалми у віршах з латини на німецьку, а у віці 15 років написав коротку історію правління Бранденбурзького дому, надруковану 1707 року, чим засвідчив неповторний талант. Фрідріх-Вільгельм активно листувався із сестрами: із його листів можна довідатися про його добродушність.
Тим часом, після Полтавської битви московський цар Петро І шукав зближення із прусським королем Фрідріхом І, оскільки бажав закріпитися на Балтиці. Під час зустрічі обох монархів, яка відбулася 26 жовтня 1709 року, вони погодилися поставити Фрідріха-Вільгельма на курляндське герцогство, якщо той одружиться із царською небогою Анною. З цією метою восени Петро І змусив верховних радників Курляндії-Семигалії проголосити 18-річного герцога Фрідріха-Вільгельма повнолітнім і закликати його з Берліну на батьківщину. Той погодився, незважаючи на протести матері, дядька Фердинанда і своєї коханої Кароліни Вольффенбюттель, яку довелося кинути.

### Герцог

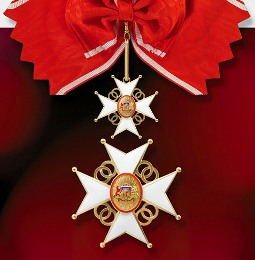
Латвійський Хрест визнання, створений на базі Ордену визнання.

13 травня 1710 року юний герцог повернувся до Курляндії, діставшись Лібави. Його зустрічали на радощах, з великими надіями, оскільки безлад і розруха в герцогстві досягнули межі. Боротьба партій Єлизавети-Софії й Фердинанда знесилила уряд.
Повернення Фрідріха-Вільгельма збіглося в часі із епідемією чуми, яка найбільше лютувала в 1709—1710 роках. Селянські господарства постраждали настільки, що довелося завозити поселенців із Литви та острова Езель. У велелюдному місті Гробін після епідемії залишилося в живих лише 5 осіб. Дві третини лютеранських пасторів померли.
Фрідріх-Вільгельм хотів принести користь вітчизні, про що свідчать його перші кроки на посаді глави держави. Так, 1710 року він заснував єдину державну нагороду герцогства — Орден Визнання (фр. Ordre de la Reconnaissance), яку вручив 18 найкращим придворним. Герцог швидко підкорив серця курляндського лицарства і міщанства, відкрито сповідуючи лютеранську віру і приділяючи велику увагу релігійній політиці. Він також видав багато постанов, скерованих на приборкання епідемії чуми.

### Шлюб і смерть

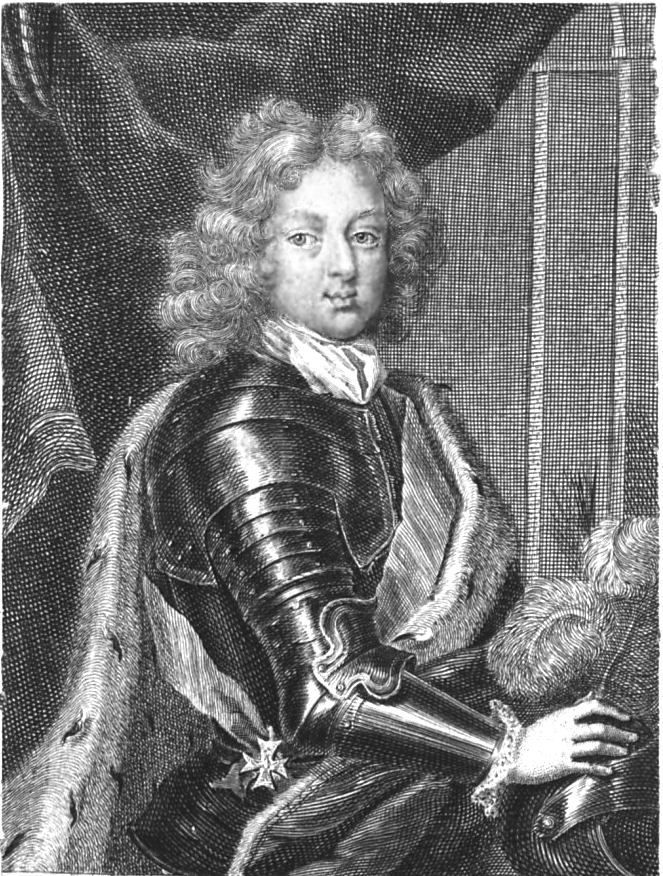
Фрідріх-Вільгельм (Й. Зизанг, XVIII ст.)

Восени 1710 року Фрідріх-Вільгельм вирушив до Петербурга для укладання шлюбу із царівною Анною Іванівною, небогою Петра І. По дорозі, в Ризі, він провів прямі переговори із Олександром Меншиковим, намагаючись усунути зловживання московських військ та домагаючись їхнього виводу з нейтральної Курляндії. У Нарві герцогу довелося пройти принизливі карантинні процедури.
31 жовтня (11 листопада) 1710 року в Петербурзі відбулося вінчання Фрідріха-Вільгельма із принцесою Анною. Вона мала 200 тисячі рублі посагу. Переповідають, що герцог вибрав дружину з-поміж трьох представлених йому портретів.
Весілля святкували аж до січня 1711 року. Згодом подружжя відправилося до Курляндії-Семигалії, але Фрідріх-Вільгельм по дорозі захворів і помер 10 (21) січня 1711 року в Кіппінгсофі, Інгерманландія. Його тіло доставили до Мітави і 4 березня поховали у родовій усипальниці Мітавського палацу. Причина смерті лишилася невідомою: можливо він став жертвою чуми, або отруєння.
Курляндія-Семигалія фактично опинилася під російським контролем. Овдовіла герцогиня Анна залишилася в Мітаві із московськими військами і, не відмовляючись від прав чоловіка, вступила у конфлікт за курляндський трон із його дядьком Фердинандом. Вона де-факто правила Курляндією аж до 1730 року, після чого зайняла російський імператорський престол.

## Титул
- 1710, червень: 
  - нім. Wir Friedrich Wilhelm von Gottes Gnaden in Lieffland zu Cuhrland und Semgallen Hertzog[13].
  - укр. Ми, Фрідріх-Вільгельм, Божою милістю, герцог Курляндський і Семигальський в Лівонії.

## Сім'я
- Батько: Фрідріх-Казимир (1650—1698), герцог Курляндії і Семигалії.
- Матір: Єлизавета-Софія Бранденбурзька (1674—1748).
- Брати і сестри:
  - Фрідріх (1682—1683), помер неповнолітнім.
  - Марія-Доротея (1684—1743) ∞ 1703: Альберт-Фрідріх фон Гогенцоллерн (1672—1731).
  - Елеонора-Шарлотта (1686—1748) ∞ 1714: Ернст-Фердинанд Бранденбург-Бевернський (1682—1746).
  - Амалія-Луїза (1687—1750) ∞ 1708: Фрідріх-Вільгельм-Адольф Нассау-Зігенський (1680—1722).
  - Христина-Софія (1688—1694), померла неповнолітньою.
  - Леопольд-Карл (1693—1697), помер неповнолітнім.
- Дружина:  Анна Іванівна (1693—1740), російська імператриця.

### Родовід
|  |                                                |  |  |  |  |  |  |  |  |  |  |  |  |  |  |  |
|  | 8. Вільгельм, курляндський герцог              |  |  |  |  |  |  |  |  |  |  |  |  |  |  |  |
|  |                                                |  |  |  |  |  |  |  |  |  |  |  |  |  |  |  |
|  |                                                |  |  |  |  |  |  |  |  |  |  |  |  |  |  |  |
|  | 4. Яків, курляндський герцог                   |  |  |  |  |  |  |  |  |  |  |  |  |  |  |  |
|  |                                                |  |  |  |  |  |  |  |  |  |  |  |  |  |  |  |
|  |                                                |  |  |  |  |  |  |  |  |  |  |  |  |  |  |  |
|  | 9. Софія, прусська принцеса                    |  |  |  |  |  |  |  |  |  |  |  |  |  |  |  |
|  |                                                |  |  |  |  |  |  |  |  |  |  |  |  |  |  |  |
|  |                                                |  |  |  |  |  |  |  |  |  |  |  |  |  |  |  |
|  | 2. Фрідріх-Казимир, курляндський герцог        |  |  |  |  |  |  |  |  |  |  |  |  |  |  |  |
|  |                                                |  |  |  |  |  |  |  |  |  |  |  |  |  |  |  |
|  |                                                |  |  |  |  |  |  |  |  |  |  |  |  |  |  |  |
|  | 10. Георг-Вільгельм, бранденбурзький маркграф  |  |  |  |  |  |  |  |  |  |  |  |  |  |  |  |
|  |                                                |  |  |  |  |  |  |  |  |  |  |  |  |  |  |  |
|  |                                                |  |  |  |  |  |  |  |  |  |  |  |  |  |  |  |
|  | 5. Луїза-Шарлотта, бранденбурзька принцеса     |  |  |  |  |  |  |  |  |  |  |  |  |  |  |  |
|  |                                                |  |  |  |  |  |  |  |  |  |  |  |  |  |  |  |
|  |                                                |  |  |  |  |  |  |  |  |  |  |  |  |  |  |  |
|  | 11. Єлизавета-Шарлотта, пфальцька принцеса     |  |  |  |  |  |  |  |  |  |  |  |  |  |  |  |
|  |                                                |  |  |  |  |  |  |  |  |  |  |  |  |  |  |  |
|  |                                                |  |  |  |  |  |  |  |  |  |  |  |  |  |  |  |
|  | 1. Фрідріх-Вільгельм, курляндський герцог      |  |  |  |  |  |  |  |  |  |  |  |  |  |  |  |
|  |                                                |  |  |  |  |  |  |  |  |  |  |  |  |  |  |  |
|  |                                                |  |  |  |  |  |  |  |  |  |  |  |  |  |  |  |
|  | 12. = 10. Георг-Вільгельм                      |  |  |  |  |  |  |  |  |  |  |  |  |  |  |  |
|  |                                                |  |  |  |  |  |  |  |  |  |  |  |  |  |  |  |
|  |                                                |  |  |  |  |  |  |  |  |  |  |  |  |  |  |  |
|  | 6. Фрідріх-Вільгельм, бранденбурзький маркграф |  |  |  |  |  |  |  |  |  |  |  |  |  |  |  |
|  |                                                |  |  |  |  |  |  |  |  |  |  |  |  |  |  |  |
|  |                                                |  |  |  |  |  |  |  |  |  |  |  |  |  |  |  |
|  | 13. = 11. Єлизавета-Шарлотта                   |  |  |  |  |  |  |  |  |  |  |  |  |  |  |  |
|  |                                                |  |  |  |  |  |  |  |  |  |  |  |  |  |  |  |
|  |                                                |  |  |  |  |  |  |  |  |  |  |  |  |  |  |  |
|  | 3. Єлизавета-Софія, бранденбурзька принцеса    |  |  |  |  |  |  |  |  |  |  |  |  |  |  |  |
|  |                                                |  |  |  |  |  |  |  |  |  |  |  |  |  |  |  |
|  |                                                |  |  |  |  |  |  |  |  |  |  |  |  |  |  |  |
|  | 14. Філіп, шлезвігський герцог                 |  |  |  |  |  |  |  |  |  |  |  |  |  |  |  |
|  |                                                |  |  |  |  |  |  |  |  |  |  |  |  |  |  |  |
|  |                                                |  |  |  |  |  |  |  |  |  |  |  |  |  |  |  |
|  | 7. Доротея-Софія, шлезвігська принцеса         |  |  |  |  |  |  |  |  |  |  |  |  |  |  |  |
|  |                                                |  |  |  |  |  |  |  |  |  |  |  |  |  |  |  |
|  |                                                |  |  |  |  |  |  |  |  |  |  |  |  |  |  |  |
|  | 15. Софія, лауенбурзька принцеса               |  |  |  |  |  |  |  |  |  |  |  |  |  |  |  |
|  |                                                |  |  |  |  |  |  |  |  |  |  |  |  |  |  |  |
|  |                                                |  |  |  |  |  |  |  |  |  |  |  |  |  |  |  |

## Нагороди
- Орден Чорного орла (1701, Пруссія)[10]
- Орден Визнання (1710, Курляндія)[10]

### Монографії
- Arbusov, L. Grundriss der Geschichte Liv-, Est- und Kurlands. Riga: Jonck und Poliewsky, 1918.
- Cruse, K. W. Curland unter den Herzögen. Mitau: Reyher, 1833, Bd. 1, S. 217–237.
- Gebhardi, L. A. Geschichte des Herzogtums Kurland und Semgallen. Halle, 1789. S. 119.

### Довідники
- Schiemann, Theodor. Friedrich Kasimir Kettler // Allgemeine Deutsche Biographie. Leipzig, 1882, Band 15, S. 685–688.
- Neander, Irene. Friedrich Kasimir Kettler. // Neue Deutsche Biographie. Berlin, 1961, Band 5, S. 513 f. (Digitalisat).
- Friedrich Wilhelm // Deutschbaltisches biographisches Lexikon 1710–1960. Köln-Wien, 1970, S. 230.
- Przyboś, A. Fryderyk Wilhelm // Polski Słownik Biograficzny. Kraków, 1958, T. 7, s. 166—167.  [Архівовано 14 серпня 2020 у Wayback Machine.]